# Майбулак (Жуалинський район)
Майбула́к (каз. Майбұлақ) — село у складі Жуалинського району Жамбильської області Казахстану. Входить до складу Жетітобинського сільського округу.
До 2011 року село називалось Маяк.
Населення — 142 особи (2021; 137 у 2009, 126 у 1999, 190 у 1989).